# Piedmont (Alabama)
Piedmont è un comune degli Stati Uniti d'America situato nella contea di Calhoun dello Stato dell'Alabama.
Desmond Doss, veterano della seconda guerra mondiale nonché il primo obiettore di coscienza dell'esercito statunitense ad essere insignito della Medal of Honor (dall'allora presidente Harry Truman), la più alta onorificenza militare statunitense, è morto a Piedmont per problemi respiratori il 23 marzo 2006.